# سيسنا سايتايشن لاتيتيود
سيسنا سايتايشن لاتيتيود (Cessna Citation Latitude - طراز 680A) هي طائرة أمريكية متوسطة الحجم بنتها شركة سيسنا مستمدة من طراز سيسنا 680 سوفرين وافقت عليها إدارة الطيران الاتحادية في حزيران / يونيو 2015.

## تاريخ التشغيل
تم تسليم ستة عشر طائرة إلى العملاء بنهاية عام 2015. طلبت شركة نيتجيتس طلبية 150 طائرة.

## المواصفات
البيانات من Cessna
الخصائص العامة
- طاقم: 2
- سعة: 9
- طول: 62 قدم 3 بوصة (18.97 م)
- باع الجناح: 72 قدم 4 بوصة (22.05 م)
- ارتفاع: 20 قدم 11 بوصة (6.38 م)
- مساحة الجناح: 543 قدم2 (50.4 م2)
- Aspect ratio: 9.65[3]
- الوزن فارغة: 18,656 رطل (8,462 كـغ)
- الوزن الإجمالي: 31,050 رطل (14,084 كـغ)
- وزن الإقلاع الأقصى: 30,800 رطل (13,971 كـغ)
- سعة الوقود: 1,700 gal
- محركات: 2 × Pratt Whitney Canada PW306D1 turbofan, 5,907 رطلق (26.28 كـن) thrust الواحد est.

أداء
- سرعة العبور: 446 عقدة (513 ميل/س؛ 826 كم/س)
- مدى: 2,850 nmi (3,280 ميل؛ 5,278 كـم)
- سقف الخدمة: 45,000 قدم (14,000 م)

إلكترونيات الطيران

- Garmin G5000 flight deck